# 顿珠
顿珠（藏語：དོན་གྲུབ，威利转写：don grub，1940年—），男，藏族，西藏谢通门人，中华人民共和国政治人物，曾任西藏自治区对外经济贸易厅厅长，西藏自治区人民政府副主席，西藏自治区政协副主席。